# Vrsta
Vrsta es un pueblo ubicado en el municipio de Bihać, en el cantón de Una-Sana, Bosnia y Herzegovina.

## Superficie
Posee una superficie de 3,35 kilómetros cuadrados.

## Demografía
Hasta 2013 la población era de 458 habitantes, con una densidad de población de 136,8 habitantes por kilómetro cuadrado.